# توري (محافظ)
توري أو محافظ هو شخص يؤمن بفلسفة سياسية تسمى بالتورية (تيار المحافظين البريطاني)، تستند إلى النسخة البريطانية من التقليدوية والمذهب المحافظ، وتؤيد سيادة النظام الاجتماعي كما تطورت في الثقافة الإنجليزية عبر التاريخ. تلخصت أخلاقيات المحافظين بجملة «الله، والملكة والوطن». المحافظون عمومًا هم مناصرون للملكية، وينحدرون تاريخيًا من تراث ديني أنجيليكاني للكنيسة العليا، ويعارضون ليبرالية فصيل الهويجز اليميني (حزب الأحرار البريطاني اليمين). يدافع المحافظون عادةً عن أفكار التسلسل الهرمي، والنظام الطبيعي والأرستقراطية.
نشأت فلسفتهم من فصيل كافالي (الفرسان)، وهو مجموعة ملكية نشأت خلال الحرب الأهلية الإنجليزية. كان ظهور الفصيل السياسي للتوريين(المحافظين) في عام 1681 رد فعل على البرلمانات التي يسيطر عليها اليمينيون والتي جاءت بعد برلمان كافالي. كانت كلمة محافظ(توري) كمصطلح سياسي، إهانة مشتقة من اللغة الإيرلندية، ودخلت لاحقًا السياسة الإنجليزية خلال أزمة الإقصاء بين عامي 1678-1681.
تمتلك هذه الفلسفة أيضًا معارضين في أجزاء أخرى من الإمبراطورية البريطانية السابقة، كالموالين لأميركا البريطانية، الذين عارضوا الانفصال الأمريكي خلال حرب الاستقلال الأمريكية. شكل الموالون الذين فروا إلى الكنديتين في نهاية الثورة الأمريكية، الموالون للإمبراطورية المتحدة، قاعدة دعم للمجموعات السياسية في كندا العليا والسفلى.
ما يزال حزب التوريين بارزًا في كندا والمملكة المتحدة. تستمر الإشارة إلى الحزب المحافظ البريطاني والحزب المحافظ في كندا، وأعضاءهما، باسم توريين (محافظين). يشار إلى أتباع حزب التورية (المحافظين) التقليدي في الأزمنة المعاصرة باسم التوريين الأعلى.

## أصل الكلمة
نشأت كلمة توري(محافظ) من اللغة الإيرلندية. اقتُرح أن تكون كلمة toruighe هي منشأ مصطلح توري، لأنها كانت تستخدم في القرن السادس عشر لوصف «البابوي الخارج عن القانون» أو «السارق المشهور بالفظاعة والوحشية». من ناحية ثانية، ونظرًا لأن الأحزاب المحافظة والمناهضة للثورة اتخذت مصطلح توري (محافظ)، اقتُرح أيضًا أن يكون أصل الكلمة ينحدر من الكلمة الإيرلندية toir، التي تعني العطاء والمنح؛ أو كلمة toirbhearl، التي تعني الكفاءة والسخاء والكرم.
دخلت كلمة Tory اللغة الإنجليزية بحلول القرن السابع عشر، حيث استخدم المصطلح لأول مرة للإشارة إلى الإيرلنديين الكاثوليك المطرودين في أربعينيات القرن السابع عشر. تشير أيضًا إلى العصابات والمتمردين الإيرلنديين المعزولين الذين قاوموا حملة أوليفر كرومويل في إيرلندا منذ عام 1649 حتى عام 1650، والذين تحالفوا مع برلمان إيرلندا الكونفدرالية. استخدم المصطلح لاحقًا للإشارة إلى الإيرلنديين الكاثوليك المطرودين في أولستر بعد استرداد الملكية. يُقصد بمصطلح توري أيضًا سارق وطُبق لاحقًا على الحلف الإيرلندي الكاثوليكي أو المقاتلين(الفرسان) في الحرب.
دخلت الكلمة إلى السياسة الإنجليزية خلال ثمانينيات القرن السابع عشر، وظهرت كمصطلح ازدرائي لوصف مؤيدي جيمس الثاني ملك إنجلترا خلال أزمة الإقصاء، وحقه الوراثي في وراثة العرش على الرغم من إيمانه الكاثوليكي. بدأ بعد ذلك استخدام المصطلح Tory كمصطلح عام، إلى جانب كلمة Whig، لوصف أكبر فصيلين/حزبين سياسيين في السياسة البريطانية. في البداية، استخدم كلا المصطلحين بطريقة ازدرائية، رغم أن كلاهما أصبح لاحقًا مصطلحًا مقبول الاستخدام في الخطاب الأدبي لوصف أي من الحزبين السياسيين. سرعان ما أُضيفت اللاحقة -ism إلى كلا مصطلحي Whig و Tory للحصول على Whiggism و Toryism، اللذان يعنيان مبادئ ومناهج كل فصيل.
استخدم مصطلح Tory خلال الثورة الأمريكية، بالتبادل مع مصلح الموالين للإشارة إلى المستعمرين الذين ظلوا موالين للتاج خلال ذلك الصراع. يتناقض المصطلح مع المصطلح العامي الوطنيون، المستخدم لوصف مؤيدي الثورة.

## التاريخ السياسي
دارت نقاشات عند اقتراب نهاية حكم تشارلز الثاني (1660-1685)، حول ما إذا كان ينبغي السماح لأخيه جيمس، دوق يورك، بأن يخلفه في العرش بسبب كاثوليكيته. يعد مصطلح «Whigs» في الأصل إشارة إلى رعاة المواشي الاسكتلنديين (بشكل نمطي المعاهدين المناهضين للكاثوليكية الراديكاليين)، وهو مصطلح مهين يُقصد به الأشخاص الذين أرادوا استبعاد جيمس على خلفية أنه كاثوليكي. أولئك الذين لم يكونوا مستعدين لاستبعاد جيمس كانوا يوصفون بأنهم «كريهين» ولاحقًا «محافظين». طبق تيتوس أوتس مصطلح توري (محافظ)، الذي كان يشير حينئذ إلى لص إيرلندي، على أولئك الذين لم يؤمنوا بمؤامرته الكاثوليكية وامتد الاسم بالتدريج إلى جميع أولئك الذين كان من المفترض أن يتعاطفوا مع دوق يورك الكاثوليكي.